# Colaptes fernandinae
Colaptes fernandinae là một loài chim trong họ Picidae.